# 钽酸锂
钽酸锂是锂的一种钽酸盐，化学式 LiTaO
3。

## 制备
钽酸锂可以由碳酸锂和五氧化二钽反应而成。
{\displaystyle {\ce {Li2CO3 + Ta2O5 -> 2LiTaO3 + CO2 ^}}}

## 性质
钽酸锂是一种无色晶体。它是三方晶系的，空间群 R3c (No. 161)。